# Zisterzienserinnenkloster El Císter (Córdoba)
Das Zisterzienserinnenkloster El Císter (Córdoba) war von 1621 bis 2017 ein Kloster der Zisterzienserinnen in Córdoba in Spanien.

## Geschichte
Luis Fernández de Córdoba stiftete 1621 in Guadalcázar, Valle Medio del Guadalquivir, Provinz Córdoba, ein Nonnenkloster, das 1671 (unter Bischof Francisco de Alarcón y Covarrubias) nach Córdoba in die heutige Straße Calle Carbonell y Morand Nr. 16 wechselte. Die Kirche wurde 1725 fertiggestellt. Das Kloster war bekannt als Monasterio de la Purísima Concepción (auch: Monasterio de la Inmaculada Concepción, „von der Unbefleckten Empfängnis“) oder El Císter.  2017 kam es zur Auflösung des der Zisterzienserinnenkongregation San Bernardo (C.C.S.B.) angehörenden Konvents. Der Ort wurde durch die zur Schönstattbewegung zählenden Mönche „Los Esclavos de la Eucaristía y de María Virgen“ neu besiedelt.